# James Faulkner (aktor)
James Sebastian Faulkner (ur. 18 lipca 1948 w Londynie) – brytyjski aktor. Odtwórca roli papieża Sykstusa IV w serialu Demony da Vinci, Randylla Tarly’ego w produkcji Gra o tron i Pawła z Tarsu w filmie biblijnym Paweł, apostoł Chrystusa.

## Życiorys
Urodził się w londyńskiej dzielnicy Hampstead. Kształcił się w Caldicott Preparatory School w Farnham Royal, a następnie we Wrekin College w Wellington. W latach 1967–1970 studiował aktorstwo w Central School of Speech and Drama. 
Występował regularnie na londyńskiej scenie w przedstawieniach Wiele hałasu o nic Williama Shakespeare’a (1970), Życie Samuela Johnsona Jamesa Boswella (1970), Wenecja zachowana Thomasa Otwaya (1970), Jeszcze nic nie widzieliście Jeana Anouilha (1971) i Spotkanie w Wiedniu (1971). Na początku lat 70. zaczął występować w Birmingham w sztukach szekspirowskich, takich jak Cezar i Kleopatra (1972) jako Apollodorus Sycylijczyk i Makbet (1972) jako Malkolm. 
Wystąpił w telewizyjnym komediodramacie ''Boswell’s Life of Johnson (1971), zadebiutował następnie w produkcji filmowej, wcielając się w Josefa Strauss w biograficznym melodramacie muzycznym Andrew L. Stone’a The Great Waltz (1972) u boku Horsta Buchholza. Często przyjmował role filmowych antagonistów. Wystąpił jako Magnus de la Gardie w dramacie historycznym Anthony’ego Harveya Abdykacja (1974) oraz porucznik Edward Millington w dramacie kryminalnym Michaela Andersona Honor pułku (1975) z Michaelem Yorkiem, policjant Terrick w niemieckim dreszczowcu Jürgena Goslara Albino (1976) z Christopherem Lee. Zagrał Heroda Agryppę w serialu historycznym BBC Ja, Klaudiusz (1976) oraz brytyjskiego oficera Teignmoutha Melvilla w poświęconym bitwie pod Isandlwaną dramacie wojennym Jutrzenka Zulusów (1979) z Burtem Lancasterem, którego był również współproducentem.
W dramacie kryminalnym Pies Baskerville’ów (1988) zagrał Jacka Stapletona, jednego z największych wrogów Sherlocka Holmesa (w którego wcielił się Jeremy Brett). W 1996 wystąpił u boku Colina Farrella i Josepha Fiennesa w wystawianym przez Royal Shakespeare Company przedstawieniu Les Enfants Du Paradis, opartym na scenariuszu Jacques’a Préverta do filmu Komedianci z 1945. W kanadyjskim biograficznym dramacie historycznym Konklawe (2006) został obsadzony w roli kardynała Guillaume’a d’Estouteville’a. W hollywoodzkiej produkcji X-Men: Pierwsza klasa (2011) pojawił się jako menedżer banku.
Zagrał również papieża Sykstusa IV w serialu stacji Starz Demony da Vinci (2013), Randylla Tarly’ego w serialu fantasy HBO Gra o tron (2016), a także apostoła Pawła w filmie biblijnym Paweł, apostoł Chrystusa (2018). Za ostatnią z tych ról był nominowany do nagrody Grace Award for Movies (za najbardziej inspirujący występ w filmie).

## Filmografia
- 1972: The Great Waltz – Josef Strauss
- 1974: Abdykacja – Magnus de la Gardie
- 1975: Honor pułku – porucznik Edward Millington
- 1976: Albino – Terrick
- 1976: Ja, Klaudiusz – Herod Agryppa
- 1979: Jutrzenka Zulusów – porucznik Teignmouth Melvill
- 1980: Flashpoint Africa – Ramon Funes
- 1981: Priest of Love – Aldous Huxley
- 1983: Eureka – Roger
- 1988: Pies Baskerville’ów – Jack Stapleton
- 1988: Tożsamość Bourne’a – D’Anjou
- 1989: The Shadow Trader
- 1989: Poirot – major Eustace
- 1992: Carry on Columbus – Torquemada
- 1996: Czas zbrodni – Crowley
- 2001: Burning Down the House – Hal Lander
- 2001: Dziennik Bridget Jones – wujek Geoffrey
- 2003: Nie oddam zamku – Aubrey Fox-Cotton
- 2004: Agent Cody Banks 2: Cel Londyn – Kensworth
- 2004: Bridget Jones: W pogoni za rozumem – wujek Geoffrey
- 2005: Być jak Stanley Kubrick – Oliver
- 2006: Dobry agent – lord Cooper
- 2006: Konklawe – kardynał Guillaume d’Estouteville
- 2007: Hitman – Smith Jamison
- 2008: Angielska robota – Guy Singer
- 2008: Kod Biblii – kardynał Rhades
- 2009: Harry Potter i Książę Półkrwi – Severus Snape (głos)
- 2011: X-Men: Pierwsza klasa – menedżer banku
- 2013: Demony da Vinci – papież Sykstus IV
- 2014: Downton Abbey – lord Sinderby
- 2016: Bridget Jones 3 – wujek Geoffrey
- 2016: Gra o tron – Randyll Tarly
- 2017: Atomic Blonde – szef 'C'
- 2018: Paweł, apostoł Chrystusa – Paweł